# Veľké Straciny
Veľké Straciny este o comună slovacă, aflată în districtul Veľký Krtíš din regiunea Banská Bystrica. Localitatea se află la altitudinea de 210 m deasupra n.m., se întinde pe o suprafață de 6,28 km2 și în 2017 număra 176 de locuitori.

## Istoric
Localitatea Veľké Straciny este atestată documentar din 1236.

## Demografie
| An:                | 1994 | 2004    | 2014    | 2024   |
| ------------------ | ---- | ------- | ------- | ------ |
| Număr de persoane: | 172  | 153     | 175     | 173    |
| Diferență:         |      | −11,04% | +14,37% | −1,14% |

| An:                | 2023 | 2024   |
| ------------------ | ---- | ------ |
| Număr de persoane: | 174  | 173    |
| Diferență:         |      | −0,57% |